# Dandō Shigemitsu

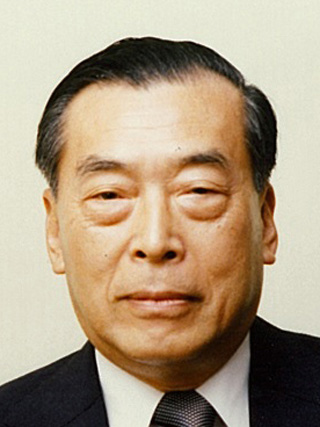
Dandō Shigemitsu

Dandō Shigemitsu (japanisch 団藤 重光; * 8. November 1913 in Yamaguchi, Präfektur Yamaguchi; † 25. Juni 2012) war ein japanischer Jurist, der bis zu seiner Emeritierung als Hochschullehrer an der Universität Tokio sowie mehrere Jahre als Richter am Obersten Gerichtshof tätig war.

## Leben und Wirken
Dandō Shigemitsu, Sohn eines Staatsanwalts und Richters, wuchs in Takahashi auf und besuchte die daini Okayama chūgakkō („zweite Mittelschule Okayama“, entspricht im heutigen System Mittel- und Oberschule, engl. Junior und Senior High School). 1934 schloss er die Prüfung für den höheren Dienst ab. Im Anschluss begann er 1935 ein Studium im Strafrecht und Strafprozessrecht an der Universität Tokio, wo er sich an der damaligen Debatte um die Todesstrafe beteiligte. Zu seinen Hochschullehrern gehörte Ono Seiichirō, der seine Ansichten zu Begriffen und Themen wie Strafe, Kriminalität, Tatbestand, Totalitarismus und Nulla poena sine lege und die damit verbundenen Diskussionen prägte.
1937 wurde er zunächst Assistenzprofessor, ehe er 1947 selbst eine Professur für Straf- und Strafprozessrecht an der Universität Tokio annahm und dort bis zu seiner Emeritierung 1974 lehrte. Daneben war er auch Professor an der Keiō-Universität. Dabei befasste er sich mit Theorien über Rechtswidrigkeit, den Unwert wie Handlungs- und Erfolgsunwert und einer inhaltlichen Auseinandersetzung mit den von Hirano Ryūichi aufgestellten Denkansätzen. Bekannt wurde er wegen seiner in Bezug auf die Verantwortung aufgestellten „Theorie der moralischen Verantwortung“, die im Gegensatz zu der von Makino Eiichi aufgestellten „Theorie der persönlichen Verantwortung“ stand. Durch seine Ansichten prägte er nachhaltig die Studien zu Strafrecht und Strafprozessrecht seiner Zeit.
Er wurde 1974 Richter am Obersten Gerichtshof Japans und war dort bis 1983 tätig. Während seiner dortigen Tätigkeit wirkte er an zahlreichen wichtigen Urteilen in Verfahren mit, bei denen die Todesstrafe verhängt wurde. Daneben gehörte er zu den Richtern, die 1981 über die Flugzeit und Flugverbote am Flughafen Osaka zu entscheiden hatten.
Für seine langjährigen Verdienste wurde er 1981 Mitglied der Akademie der Wissenschaften. 1986 wurde er als Person mit besonderen kulturellen Verdiensten geehrt sowie am 3. November 1987 mit dem Großkreuz des Ordens der Aufgehenden Sonne ausgezeichnet. 1987 wurde er in die American Academy of Arts and Sciences gewählt. 1995 wurde er mit dem Kulturorden ausgezeichnet.